# 唐肯 (密歇根州)
唐肯（英語：Donken）是位於美國密歇根州霍頓縣埃爾姆里弗鎮區的一個非建制地區。

## 地理
唐肯所處的海拔為高於海平面396米（即1299英呎），而該地所採用的時區為UTC-5，即北美东部時區（EST）。同時該地設有夏令時間，為UTC-5調快一小時，即UTC-4（EDT）。